# Aitor González Jiménez
Aitor González Jiménez (Zumárraga, Spanyolország, 1975. február 27. –) baszk kerékpáros, 1998-tól az Euskaltel-Euskadi csapat tagja.
1998 óta profi, Avianca-Telecom csapatával kötötte első profi szerződését. 2002-ben megnyerte a spanyol körversenyt (Vuelta a España), és 2005-ben pedig a svájci körversenyt.
2005-ben visszavonult a versenyzéstől.